# Захаровка (Новоукраинский район)
Заха́ровка (укр. Захарівка) — село в Новоукраинской городской общине Новоукраинского района Кировоградской области Украины.
Население по переписи 2001 года составляло 817 человек. Телефонный код — 5251. Код КОАТУУ — 3524081401.